# Єфремовка (Можгинський район)
Єфре́мовка (рос. Ефремовка) — присілок в Можгинському районі Удмуртії, Росія.
Урбаноніми:
- вулиці — Вишнева

## Населення
Населення — 110 осіб (2010; 71 в 2002).
Національний склад станом на 2002 рік:
- удмурти — 17 %
- росіяни — 28 %